# 윌리엄 제닝스 다이스
윌리엄 제닝스 다이스(William Jennings Dyess, 1929년 8월 1일 ~ 1996년 1월 6일)는 미국 외교관 겸 정치인이다.

## 생애

### 주요 이력
- 前 네덜란드 주재 미국 대사관 대사
- 前 미국 프린스턴 대학교 초빙교수
- 前 미국 스탠퍼드 대학교 객원교수

### 학력
- 미국 앨라배마 주립대학교 외교학과 학사
- 미국 앨라배마 주립대학교 대학원 국제관계학과 사회과학 석사
- 영국 옥스퍼드 대학교 대학원 경제학과 경제학 석사
- 미국 시러큐스 대학교 대학원 국제정치학과 정치학 석사
- 미국 시러큐스 대학교 대학원 법학과 법학석사